# Soldier Boy
Soldier Boy es el nombre de tres personajes de superhéroes en la serie de cómics Herogasm y The Boys, creado por Garth Ennis y Darick Robertson. El primer personaje presentado (pero el tercer Soldier Boy en la línea de tiempo, ya que sus dos predecesores fallecieron) es el líder electo del equipo de superhéroes patrocinado por Vought-American Payback. Se le representa como uno de los únicos "Supers" (es decir, individuos "superpoderosos" o "sobrehumanos", que a menudo actúan como "superhéroes") con motivaciones desinteresadas y benévolas, que detesta el uso de blasfemias. Sin embargo, Soldier Boy anualmente tiene relaciones sexuales con Homelander solo en la orgía "Herogasm", con la esperanza equivocada de que la "prueba" de hacerlo convencerá a Homelander de que le permita unirse a su propio equipo de superhéroes, los Siete. Después de su coqueteo más reciente con Homelander, Soldier Boy es capturado por el agente de operaciones encubiertas de la CIA Billy Butcher y es brutalmente torturado y asesinado por él para obtener información sobre las actividades recientes de Homelander. Más tarde se revela que Mallory mató por piedad al Soldier Boy original durante su primera misión en la Batalla de las Ardenas, después de que el "Escuadrón Vengador" inadvertidamente causó que los hombres de Mallory fueran masacrados y fue reemplazado por el segundo por el resto del tiempo de la guerra.
En la adaptación de streaming de Amazon Prime Video The Boys, Soldier Boy (Ben) se presenta en la tercera temporada de 2022, interpretado por Jensen Ackles. Un personaje compuesto de los personajes del cómic, este Soldier Boy es representado como el primer Supe no envejecido estadounidense, creado por Frederick Vought durante la Segunda Guerra Mundial, a quien Mother´s Milk considera responsable de la muerte de su familia. Un "héroe de guerra malhablado", mientras trabajaba con la CIA durante la Guerra Fría como líder de la Payback, Soldier Boy fue traicionado por el gobierno ruso y experimentó durante cuarenta años. Sin darse cuenta, es liberado por el grupo The Boys en la actualidad mientras buscaban la "superarma" B.C.L. RED para matar a Homelander, que en realidad es el propio Soldier Boy, quien, debido a la experimentación, ahora puede emitir un rayo de energía desde su pecho (Big Chest-Laser) que niega los superpoderes de cualquier otro Supes con quien entre en contacto. Más tarde se revela que Homelander es el hijo de Soldier Boy. Ackles regresó en la serie derivada de 2023 Gen V, interpretando al amigo imaginario Soldier Boyfriend de Supe, inspirado en Soldier Boy. El personaje ha recibido una acogida positiva.

## Apariciones

### Serie de cómics

#### Soldier Boy III
Soldier Boy se presenta en Herogasm como el líder "elegido" del equipo de superhéroes patrocinado por Vought-American Payback. En la orgía anual principal de Supes, se dice que tuvo sexo con Homelander solo cada año con la creencia de que le permitiría unirse a su propio equipo de superhéroes los Siete (una promesa que Homelander no tiene intención de cumplir), existiendo principalmente como alivio cómico. Mientras Homelander se inspira para comenzar a planificar una "Revolución Super" contra Vought y sus gobernantes títeres en la Casa Blanca poco después de tener relaciones sexuales con él por última vez, Soldier Boy permanece inconscientemente junto a Homelander mientras se prepara para anunciar sus planes solo para ser interrumpido por James Stillwell.
En el arco The Boys, "La sociedad de autopreservación", el agente de CIA operaciones encubiertas Billy Butcher le arranca la nariz de un mordisco a Soldier Boy, el archienemigo del Homelander y líder de the Boys, quien comienza a golpearlo y torturarlo brutalmente para obtener información sobre el Homelander y sus actividades durante los próximos días, burlándose de él por haber afirmado ser el mismo Soldier Boy que luchó en la Segunda Guerra Mundial, mantenido con vida al ser congelado en animación suspendida, una identidad que se vio obligado a asumir y suplantar por Vought. En el arco de "Lo que sé", se revela que Butcher mató a Soldier Boy y se celebró un funeral público para él y miembros de los Siete (incluido Homelander) que sirvieron como sus portadores del féretro.

### Serie de televisión

#### The Boys(2019-presente)
En la tercera temporada de 2022 de la adaptación de la serie televisiva The Boys, Jensen Ackles interpreta un personaje compuesto basado en los diversos personajes de cómic conocidos como Soldier Boy, creado por el desertor nazi Frederick Vought durante la Segunda Guerra Mundial en 1944, mediante inyecciones de Compuesto V en un soldado normal. Después de ser mencionado por Stan Edgar en la segunda temporada de 2020 como uno de los primeros sujetos de prueba del Compuesto V, representado a través de una estatua.
Marvin T. "MM" Milk dice en la tercera temporada que Soldier Boy es responsable de matar a su abuelo mientras frustraba un robo de coche, lo que motivó la decisión de su padre de "trabajar hasta morir" como abogado que intenta derribar a Vought y causar la el TOC de MM. Se decía que Soldier Boy murió mientras evitaba una fusión nuclear durante la Guerra Fría. Creyendo que esta historia es falsa y al enterarse de la ubicación de una superarma de Rusia conocida como B.C.L. RED en realidad mató a Soldier Boy, la Reina Maeve envía a Billy Butcher para verificar si lo hizo o no y luego recuperarlo, ambos con la esperanza de usar potencialmente el arma para matar a Homelander, el líder inestable de Los Siete, debido a que Vought lo había comparado a él y a Soldier Boy con un nivel de poder similar al igual.
Al interrogar y matar al antiguo compañero de Soldier Boy Gunpowder después de inyectarse "V-24" (una variante temporal del Compuesto V) que le dio Maeve, otorgándose superpoderes temporales, Butcher se entera de que Soldier Boy en realidad fue asesinado durante una misión conjunta de operaciones encubiertas entre su equipo Supe Payback y la CIA en Nicaragua en 1984, trabajando contra el Frente Sandinista de Liberación Nacional, bajo la supervisión de la propia mentora de Butcher Grace Mallory. Al enfrentarse a Mallory, Butcher descubre que la gran mayoría de sus hombres habían sido masacrados por tropas rusas y nicaragüenses en una emboscada en 1984 y que, si bien vio a Soldier Boy luchar contra varios soldados en la batalla posterior, ella había sido noqueada mientras evitaba el fuego amigo de Gunpowder y solo se enteró de la muerte de Soldier Boy cuando despertó causada por una "superarma" desconocida (B.C.L. RED), presenciada por su entonces novia la Condesa Escarlata.
No queriendo que se supiera públicamente que el gobierno ruso tenía la capacidad de matar a Supes, el Presidente Ronald Reagan había ordenado que el incidente fuera encubierto y Vought recibió inmunidad total. En realidad, Stan Edgar había orquestado todo el incidente para deshacerse de Soldier Boy al permitir que Payback lo traicionara como venganza por el abuso físico y mental que les había infligido, con la intención de reemplazarlo con Homelander. El equipo logró incapacitar a Soldier Boy con novichok, pero no antes de quemarle la cara a Black Noir y golpearlo repetidamente en la cabeza con su escudo, dejando a Noir con un daño cerebral significativo.
Después de no poder localizar a Crimson Countess en el presente, Butcher y The Boys se dirigen a Rusia y se infiltran en el laboratorio secreto que Maeve creía que contenía a B.C.L. RED. Después de ser abrumado por soldados rusos, a quienes Butcher y Hughie Campbell luego matan después de tomar más V-24, Butcher descubre y abre la cápsula del B.C.L. RED, solo para descubrir que contiene a un Soldier Boy barbudo, comatoso y aún vivo. Sin darse cuenta despertó de su coma inducido, Soldier Boy sale de la cápsula y libera una poderosa ráfaga de radiación desde su pecho (Big Chest-Laser) que golpea a Kimiko Miyashiro y la deja impotente y herida (contrarrestando sus habilidades regenerativas habituales). El equipo se retira para estabilizarla mientras Soldier Boy escapa, Butcher supone que sus nuevas habilidades son el resultado de la experimentación.
Soldier Boy regresa a los Estados Unidos introduciéndose de contrabando en un vuelo comercial. Mientras deambula por la ciudad de Nueva York, experimenta un poderoso flashback (provocado por escuchar una canción que se escuchó mientras se experimentaba con él), lo que le hizo revivir varios momentos traumáticos mientras estaba en cautiverio ruso. La ira resultante desencadena una explosión radiactiva destructiva y arrasa la mayor parte de un complejo de apartamentos de cinco pisos, llamando la atención de Homelander como un posible nuevo supervillano. Después de encontrar su camino hacia el exejecutivo de Vought "La Leyenda", recupera su uniforme original y se enfrenta a la Condesa Escarlata, a quien Butcher había retenido como muestra de buena fe en una oferta para unir fuerzas con él (y a MM se le hizo creer falsamente que la usaría como cebo para matar a Soldier Boy). Después de revelar su tortura y decepción porque Payback nunca vino a rescatarlo, la Condesa Escarlata revela que ella y el resto de Payback lo despreciaron en secreto y lo traicionaron con los rusos sin dinero. Luego, Soldier Boy la mata con una explosión radiactiva.
Después de unir fuerzas con Butcher y Hughie, Soldier Boy acepta matar a Homelander a cambio de que lo ayuden a localizar y matar a los miembros restantes de Payback, el grupo se infiltra en Herogasm, una orgía anual de superhéroes organizada por los excompañeros de equipo de Soldier Boys, los TNT Twins. Después de que los TNT Twins afirman que Noir lo vendió a los rusos, Soldier Boy sufre otro episodio de PTSD y libera una explosión de energía, destruyendo el edificio, vaporizando a los Twins y a varios invitados, e hiriendo a otros. Antes de que el grupo pueda escapar, Homelander los confronta. Hughie, Butcher y Soldier Boy logran dominar a Homelander después de una pelea, pero él logra escapar de la explosión de energía justo a tiempo.
Mientras persigue a Mindstorm, uno de los dos miembros restantes de Payback (el otro es Noir), Soldier Boy comienza a escuchar voces que preocupan mucho a Hughie y Butcher. Butcher le revela a Hughie que le ha suministrado marihuana a Soldier Boy para evitar que tenga otro episodio destructivo. Después de activar una trampa explosiva, Mindstorm ataca a Butcher obligándolo a revivir sin cesar su traumático pasado. Soldier Boy da por muerto a Butcher a pesar de las protestas de Hughie. Más tarde, Hughie confronta a Soldier Boy sobre su trastorno de estrés postraumático, su consumo de drogas y su constante alarde de su pasado militar. Hughie había aprendido previamente de Leyenda que el servicio de Soldier Boy durante la Segunda Guerra Mundial fue principalmente propaganda, habiendo asumido papeles más activos en la represión de disturbios raciales y oponiéndose a los Derechos civiles y movimientos de paz, con "rumores sobre el Dealey Plaza". Más tarde, al darse cuenta de su error, Hughie traiciona a Soldier Boy y salva a Mindstorm, quien a su vez libera a Butcher a cambio de ser teletransportado a un lugar seguro. Soldier Boy llega poco después y mata a golpes a Mindstorm con su escudo, pero no sin antes aprender de él el papel de Edgar en su captura y el motivo de la misma. Unos años antes de ser capturado por los rusos, Soldier Boy había proporcionado muestras de semen al científico de Vought Jonah Vogelbaum para experimentación genética, que Vogelbaum había utilizado posteriormente para crear Homelander como un reemplazo más poderoso. Después de enterarse de Mindstorm, Soldier Boy le revela la información a un sorprendido Homelander durante una llamada telefónica.
Después de que Soldier Boy les informa a Butcher y Hughie de la revelación de que él es el padre de Homelander, los dos, y más tarde el resto de los Boys y Maeve, se preocupan de que él y Homelander formen equipo. Le cuenta a Butcher sus propios antecedentes privilegiados, en marcado contraste con la humilde historia original desarrollada por Vought, que le permitió participar en las pruebas del Compuesto V de Frederick Vought. El padre de Soldier Boy, un destacado magnate del acero, lo descuidó y lo consideró una decepción, repudiándolo a él y a su nuevo personaje de superhéroe porque él mismo no se había ganado sus superpoderes. Soldier Boy, Butcher y Maeve van a Seven Tower para luchar contra Homelander y Black Noir, deteniendo a los chicos en una caja fuerte en desuso en el edificio Flatiron. Sin embargo, Homelander, que anteriormente mató a Noir (por mantener en secreto su ascendencia) y recuperó a Ryan, intenta conectarse con Soldier Boy diciendo que ellos y Ryan podrían ser una familia. Después de que Soldier Boy repudia a Homelander por ser débil, dañado, que busca atención y una decepción, intenta atacarlo y cumplir su acuerdo con Butcher. Sin embargo, después de que Ryan dispara con láser a Soldier Boy para evitar que ataque a Homelander y Soldier Boy comete el error de golpear a Ryan en represalia, termina luchando contra Butcher, Annie, MM y Kimiko, mientras que Homelander lucha a regañadientes contra la Reina Maeve. Cuando intentan utilizar una tanda de novichok improvisada por Frenchie para noquear a Soldier Boy, éste intenta liberar una ráfaga de energía en represalia. Antes de que pueda matar a los chicos, Maeve, gravemente herida, lo empuja por la ventana para salvarlos, perdiendo sus propios poderes cuando él se dispara en el aire. Posteriormente, Soldier Boy es detenido por orden de Mallory, mientras que su estatua frente a la Torre de los Siete es derribada por partidarios de Homelander y Stormfront después de que el ala de medios de comunicación de Vought informara que el ataque de Soldier Boy fue motivado por el adoctrinamiento ruso.

## Poderes y habilidades
El personaje fue diseñado como una parodia análoga al personaje de Marvel Comics Capitán América, un "supersoldado" básico entrenado en la lucha con escudos, quien mantiene un enfoque genuinamente patriótico e inocente en su papel, sin darse cuenta de la depravación de los Supes que lo rodean (nunca recurriendo al lenguaje grosero ni uniéndose a su equipo durante las orgías de "Herogasm", aunque en privado tiene sexo con Homelander, creyendo que cada encuentro es una "prueba" para unirse a los Siete y dejar Payback). Tiene la costumbre de recitar los nombres de los estados mientras participa en la batalla. Se afirma que luchó en la Segunda Guerra Mundial, aunque Butcher afirma lo contrario y se refiere a esta historia como un insulto a las personas que realmente lo hicieron; Más tarde se revela que Soldier Boy es el tercer Supe que tomó el manto, después de que el primero fue asesinado durante su primera misión y el segundo luchó durante la guerra solo para morir más tarde.
Para la tercera temporada de 2022 de la adaptación televisiva de The Boys, Soldier Boy fue rediseñado por Laura Jean "LJ" Shannon y Greg Hopwood como análogo al Capitán América, Superman, y el Soldado de Invierno, en particular la representación "Nomad" del primero en la película de 2018 Universo cinematográfico de Marvel (UCM) Avengers: Infinity War, interpretado por Chris Evans, con un práctico escudo puntiagudo para defensa y ataque. Soldier Boy también posee la capacidad de producir radiación que puede liberarse de su pecho en rayos de energía o ráfagas explosivas, que también pueden freír el Compuesto V del sistema de un Supe, cortesía de la experimentación de la era Soviética. Soldier Boy es frecuentemente descrito como casi tan fuerte como Homelander, lo cual se demuestra en el episodio Herogasm, donde su fuerza y durabilidad sobrehumanas rivalizan con las de Homelander, lo que le permite luchar contra él casi de manera uniforme. Soldier Boy también demuestra ser un formidable combatiente cuerpo a cuerpo, ya que fue capaz de dominar y derrotar a Butcher en su pelea cuando Butcher recibió el poder de Temp-V.

## Desarrollo

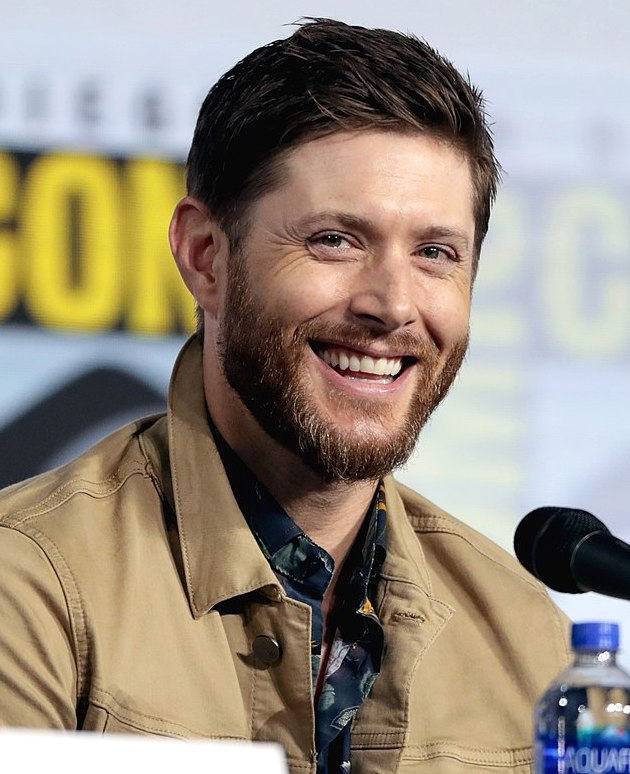
Ackles en la San Diego Comic Con

Al abordar la relación sexual de Soldier Boy III con Homelander en la serie de cómics Herogasm, Eric Kripke confirmó que no se adaptaría a la adaptación de serie de televisión, con Jensen Ackles retratando en su lugar al heterosexual Soldier Boy original de la Segunda Guerra Mundial que está presente en el arco de "Barbary Coast" de The Boys, habiendo sobrevivido a la guerra hasta los tiempos modernos (a diferencia de la serie de cómics), y haber sido mantenido prisionero y experimentado en un laboratorio, dentro y fuera de un coma inducido, de 1984 a 2022. Antes del casting de Ackles, Kripke tenía la intención de "elegir a un actor mayor, porque buscábamos una especie de vibra canosa John Wayne", antes de ofrecerle el papel a Ackles, con quien había trabajado previamente en las primeras cinco temporadas de Supernatural  del The CW, y quien estuvo "en competencia por un breve tiempo" (aunque no audicionó) para el papel de Steve Rogers / Capitán América en la película de 2011 Capitán América: el primer vengador del Universo cinematográfico de Marvel (UCM) (antes del casting de Chris Evans), un personaje del cual Soldier Boy es una parodia, con Ackles caracterizándolos como "Capitán América sobre su trasero, [y] como si [él] hubiera abandonado el superheroísmo y fuera simplemente su tío borracho e inapropiado". Sobre la relación del personaje con Homelander en la tercera temporada de la adaptación de la serie de televisión, Ackles afirmó que:

"Homelander es la nueva versión de Soldier Boy. Es el nuevo chico de la cuadra a los ojos de Soldier Boy. Volviendo a esa masculinidad tóxica: muy fiel a su forma, una de las primeras cosas que llega de la boca de Soldier Boy después de mirar un gran cartel de Homelander dice '¿Qué carajo?' Es simplemente mirar el mundo que lo rodea, sabiendo que no encaja y [eso] "Las cosas son diferentes. Y ahí está, personificado en este escultural superhéroe rojo, blanco y azul. Eso no le entusiasma. La relación es inmediatamente polémica. Tienen sus palabras".